# Ragnhild Sandström
Ragnhild Maria Andrea Sandström (född Andersson; i riksdagen kallad Sandström i Teg), född 14 augusti 1901 i Umeå, död 7 december 1960 i Stockholm, var en svensk folkskollärarinna och politiker (folkpartist). När hon valdes in i riksdagen vid valet 1944 blev hon Västerbottens första kvinnliga riksdagsledamot.
Ragnhild Sandström, som var dotter till en jordbrukare, verkade som folkskollärarinna i Överboda och Teg i Umeå landskommun 1923–1960. Hon var ordförande i folkpartiets valkretsförbund i Västerbottens län 1953–1959.
Under 1920-talet började hon skriva för liberala Västerbottens-Kuriren, och senare skrev hon även för konservativa Umebladet och Expressen. Hon skrev kåserande krönikor och debattartiklar, ibland under pseudonymerna Voilá, Miquelon och MlleX.
Från 1937 var hon engagerad i Umeåkretsen av Fredrika Bremer-förbundet, och från 1943 i Umeå Hembygdsförening och Västerbottens läns hembygdsförbund, där hon var ordförande från 1949 till sin död.
Hon var riksdagsledamot i andra kammaren 1945–1960 för Västerbottens läns valkrets. I riksdagen var hon bland annat ledamot i andra lagutskottet 1949–1960. Hon var särskilt engagerad i frågor som gällde statlig förvaltning samt närings- och trafikpolitiska frågor. Åren 1951–1960 var hon ledamot av Nordiska rådet.
År 1953 belönades Ragnhild Sandströn med Vasaorden.
Ragnhild Sandström avled hastigt i hjärtinfarkt i december 1960 mitt under en debatt i andra kammarens plenisal i riksdagshuset i Stockholm.
Hon var från 1937 gift med sågverksägaren Nils Hugo Sandström (1897–1946), med vilken hon hade tre barn. Makarna är begravna på Backens kyrkogård i Umeå.